# پیچ‌گوشتی
پیچ‌گوشتی یا پیچ‌کِش یا پیچ‌گَشتی ابزاری دستی است که با استفاده از خاصیت اهرمی و گشتاوری، در باز و بسته کردن انواع پیچ کاربرد دارد. اولین پیچ‌گوشتی که دارای دسته برای در دست گرفتن بود در سال‌های پس از ۱۸۰۰ میلادی اختراع شد.
از اندازه‌های مختلف این وسیله، بسته به محل و نوع پیچ استفاده می‌شود.
پیچ‌گوشتیِ دستی از دو قسمت اصلیِ دسته و میله منتهی به نوک تشکیل می‌شود. در پیچ‌گوشتی‌های دستی، دسته معمولاً به شکل و اندازه‌ای است که به‌راحتی در دست جای گیرد. نوک در پیچ‌گوشتی در انواع مختلف ازقبیل تخت یا پهن (دوسو)، چهارسو، شش‌سو، مربعی و… در راستای امتداد دسته وجود دارد.
نوع برقی آن به پیچ‌گوشتی برقی معروف است که سرهای این پیچ‌گوشتی را می‌توان تعویض کرد و میزان کاربریِ آن را افزایش داد.

## نام
پیچ گَشتی، صحیح پیچ گوشتی است یعنی ابزاری که برای گشتاور وارد کردن به پیچ استفاده می شود.

## قطر پیچ‌گوشتی های چهارسو فیلیپسی Phillips
ابعاد پیچ‌گوشتی های چهارسو یا انواع پیچ‌گوشتی های چهارسو بر اساس شماره پیچ‌گوشتی
PH0000 = 1.5mm
PH000 = 2mm
PH00 = 2.5mm
PH0 = 3mm
PH1 = 4.5mm
PH2 = 6mm
PH3 = 8mm
PH4 10mm

## انواع پیچ‌گوشتی و پیچ‌های مخصوص
| نوع پیچ‌گوشتی              | شکل ظاهری نوک پیچ‌گوشتی | پیچ مربوط به این نوع پیچ‌گوشتی | شکل ظاهری پیچ | توضیحات |
| ------------------------- | ---------------------- | ----------------------------- | ------------- | --- |
| پیچ‌گوشتی بُکس مثلث         |                        | پیچ سرمثلث                    |               | |
| پیچ‌گوشتی بُکس مربع         |                        | پیچ سرمربع                    |               | این نوع از پیچ‌ها را نباید با پیچ رابرتسون که قسمت نری و مادگی پیچ و پیچ‌گوشتی در آن متفاوت است اشتباه گرفت. |
| پیچ‌گوشتی چهارپر           |                        | پیچ چهارسوی بزرگ              |               | |
| پیچ‌گوشتی مشتی دوسو        |                        | پیچ دوسو                      |               | پیچ‌گوشتی‌های مشتی دارای میلهٔ کوتاه‌تر و دستهٔ قطورتری هستند. |
| پیچ‌گوشتی مشتی چهارسو      |                        | پیچ چهارسو                    |               | چهارسو با توجه به نحوهٔ طراحی آن‌ها دسته‌بندی‌ها متفاوتی دارند. مثلاً پیچ فیلیپز به گونه‌ای طراحی شده‌است که هنگام واردشدن گشتاور بیش از حد، پیچ‌گوشتی از داخل پیچ خارج شود و به وسیله و نوک پیچ‌گوشتی آسیبی نرسد. در مقابل، پیچ‌های فریرسون برای اعمال گشتاور بالاتر مناسب‌ترند. |
| پیچ‌گوشتی چهارسو           |                        | پیچ چهارسو                    |               | |
| پیچ‌گوشتی دوسو             |                        | پیچ دوسو                      |               | |
| پیچ‌گوشتی مربع             |                        | پیچ مربع                      |               | |
| پیچ‌گوشتی مشتی چهارسو مربع |                        | پیچ چهارسو مربع               |               | این پیچ‌ها ترکیبی هستند از پیچ‌های فیلیپز و رابرتسون. برای باز و بسته کردن این پیچ‌ها می‌شود از ابزارهای مربوط به پیچ‌های فیلیپز یا رابرتسون استفاده کرد اما ابزار ویژه‌ای نیز برای آن‌ها وجود دارد که با افزایش سطح تماس امکان واردآوردن گشتاور بیشتر را فراهم می‌کند.        |
| پیچ‌گوشتی بُکس شش‌بَر         |                        | پیچ سر شش‌بَر                   |               | |
| پیچ‌گوشتی شش‌بَر زاویه‌دار    |                        | پیچ شش‌بَر                      |               | |
| پیچ‌گوشتی خورشیدیِ سوراخ‌دار |                        | پیچ خورشیدیِ خاردار            |               | |
| پیچ‌گوشتی خورشیدی          |                        | پیچ خورشیدی                   |               | |

## آهنربا
آچار و پیچ‌گوشتی از ابزارهای مورد نیاز برای تعمیرات هر وسیله‌ای می‌باشند. پیچ‌گوشتی‌هایی که  خاصیت آهنربایی دارند برای تعمیرات مناسب‌تر می‌باشند.